# Marc John Jefferies
Marc John Jefferies (El Bronx, Nueva York, 16 de mayo de 1990) es un actor estadounidense, conocido por sus papeles en Losing Isaiah, Get Rich or Die Tryin', Power, The Haunted Mansion, Nerve, Stuart Little 2, Brown Sugar y Notorious.

## Carrera
Jefferies comenzó su carrera como modelo infantil y luego actor. Su primer papel importante en el cine fue en Losing Isaiah, junto a Halle Berry. Jefferies tuvo papeles a lo largo de su infancia y continuó su trabajo cuando era adulto, incluidas las películas Get Rich or Die Tryin', Notorious, y Brotherly Love. Algunos de sus papeles televisivos más notables son Darius en Treme y QDubs en Power. Marc John Jefferies fundó la MJJ Acting Academy, donde entrena a actores para que descubran su propio estilo de actuación.

## Filmografía
- Losing Isaiah (1995) - Isaiah
- Stuart Little 2 (2002) - Will Wilson
- Brown Sugar (2002) - Dre joven
- Friday After Next (2002) - Niño (sin acreditar)
- Buscando a Nemo (2003) - Voz
- Los ángeles de Charlie: Al límite (2003) - Niño de la parada de autobús
- The Haunted Mansion (2003) - Michael Evers
- Spider-Man 2 (2004) - Niño asombrado #1
- Get Rich or Die Tryin' (2005) - Marcus joven
- Keeping Up with the Steins (2006) - Tim
- Notorious (2009) - Lil' Cease
- LUV (2012) - Newt
- Brotherly Love (2015) - Bunch
- Supermodel (2015) - Shucky
- Nerve (2016) - Wes
- Chocolate City: Vegas Strip (2017) - Carlton
- 13th and Pine (2022) - Tony
- Rock the Boat (2023) - Kaleb

### Televisión
- New York Undercover (1995) - Kevin Wolfred
- Cosby (1997) - Davy
- homicide: Life on the Street (1997) - Jack Collins
- Trinity (1998) - Niño #2
- Law & Order: Special Victims Unit (2000) - Jonathan
- The Practice (2001) - Jason Lees
- Third Watch (2002) - Miguel White
- Stuart Little (2003) - Will Wilson (voz)
- The Tracy Morgan Show (2003-2004) - Derrick Mitchell
- Justice League Unlimited (2004) - Green Lantern joven (voz)
- Fatherhood (2004-2005) - Roy Bindlebeep
- ER (2005) - Victor Hopkins
- 3 lbs (2006) - Adam
- Dexter (2008) - Wendell Owens
- Treme (2010) - Darius
- Law & Order: Special Victims Unit (2012) - Hasdrubal
- Power (2015) - QDubs